# Birthe Sörestedt
Birthe Irene Sörestedt, född Wivesson 1943, är svensk socialdemokratisk politiker och socionom. Hon var mellan 1982 och 1998 var riksdagsledamot för Malmö kommuns valkrets.